# Tatjana Michailowna Gudkowa
Tatjana Michailowna Gudkowa (russisch Татьяна Михайловна Гудкова; * 11. Januar 1993 in Smolensk) ist eine russische Degenfechterin.

## Erfolge
Die 1,79 m große Gudkowa wurde 2014 bei den Weltmeisterschaften in Kasan mit der russischen Degenmannschaft Weltmeisterin. 2017 bei den Weltmeisterschaften in Leipzig wurde sie Weltmeisterin im Einzel. Nach einem Halbfinalsieg über Julia Beljajeva bezwang sie im Gefecht um den Titel Ewa Nelip.
Bei den Europameisterschaften 2014 in Straßburg und 2017 in Tiflis wurde sie Vizeeuropameisterin mit der russischen Degenmannschaft.

## Auszeichnungen
- 2015:  Verdienter Meister des Sports[1]